# Necsung
A Necsung kolostor, Necsung gompa (tibeti: གནས་ཆུང་དགོན་པ།, wylie: gnasz-csung lcog), Necsung csok vagy Szungi Gyelpoi Cenkar („Az orákulum király démoni erődítménye”). Tibet állami orákulumának székhelye. A hatkarú és háromfejú Pehar, a gelugok (sárga kalapos szekta) védelmezőjének főnöke, az állami orákulum (necsung orákulum) egykor itt tartotta székhelyét. A Drepung kolostortól gyalog tíz percre lévő, közepes méretű kolostor egykor száz szerzetesnek adott otthont.

## Története
A kolostor 1959-ig az állami orákulum hivatalos székhelye volt. Ekkor ugyanis az orákulum a 14. dalai lámával együtt Indiába menekült a kínai megszállás elől és végül az indiai Dharamszalában telepedtek le. A dalai lámák hagyományosan mindig az orákulummal értekeztek fontos döntések előtt. Pehar rezidenciája volt, amely a Kokonor-tótol keletre volt. A hagyomány szerint eredetileg Padmaszambhava hozta a Szamje kolostorba, hogy a dharma védelmezője legyen. Egy másik verzió szerint egy bön hadúr hozta vissza (Tara Lugong), aki a 8. század végén megszerezte az ujgurok egyik törzsének a meditációs iskoláját Belső-Mongóliában. Pehart a Szamje kolostor védelmező istenségének tartották, majd a vallás védelmezőjének.
Loszang Gyaco, az 5. dalai láma (1642 körül-1682) idején átköltöztették Pehart először a Szamje kolostorból a Cö Kugtnag-ba, majd a jelenlegi helyszínre, a Necsung kolostorba. Annak ellenére, hogy a nemzeti orákulum egy nyingma szerzetes, a gelug iskola is a sajátjának tekintette. Dordzse Drakden médiumának tekintik, és Pehar egyik megtestesüléseként tisztelik.
Amikor a nemzeti orákulumba beleszáll Pehar, azonnal izgatottá válik, a nyelve kilóg, vérben forognak a szemei és emberfeletti fogakat villogtat, nehéz tárgyakat emelget, kardokat hajlít meg, stb, közben szavakat mormol, amiket fel is szoktak mások jegyezni, hogy később a szerzetesek értelmezzék. Az orákulum olykor terményeket áld meg, amelyeket azután az összegyűlt tömeg közé szórnak. Más közép-ázsiai sámánnal ellentétben a tibeti orákulumok nem hagyják el a testüket, és nem térnek át valamiféle szellemvilágba, csupán a szájukkal közvetítenek az istenektől vagy más lényektől jövő üzeneteket, és leggyakrabban bennük nem is tudatosul bennük, hogy mik hangzottak el a transz idején, holott a transz idején válaszolnak a nekik feltett kérdésekre. Az orákulum hagyománya a buddhizmus előtti bön vallásból ered. Az 5. dalai láma volt az első, aki intézményesítette a nacsungi állami orákulumot.
A Necsungot a kulturális forradalom idején szinte teljesen porig rombolták. Jelenleg sikerült mégis szinte teljesen helyreállítani korábbi állapotába. Az épület második emeletén áll egy hatalmas Padmaszambhava szobor. A Necsungtól keletre újból működik egy logikai vitázásra felkészítő iskola.
Új Necsung kolostort épített a száműzetésben élő tibeti kisebbség az indiai Dharamszalában.

## Galéria

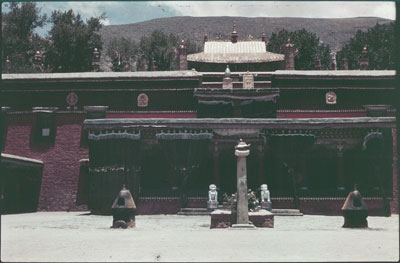
A fő templom oszlopokkal (rdo ring), két tömjén égető és 2 kő oroszlán, 1950 előtt
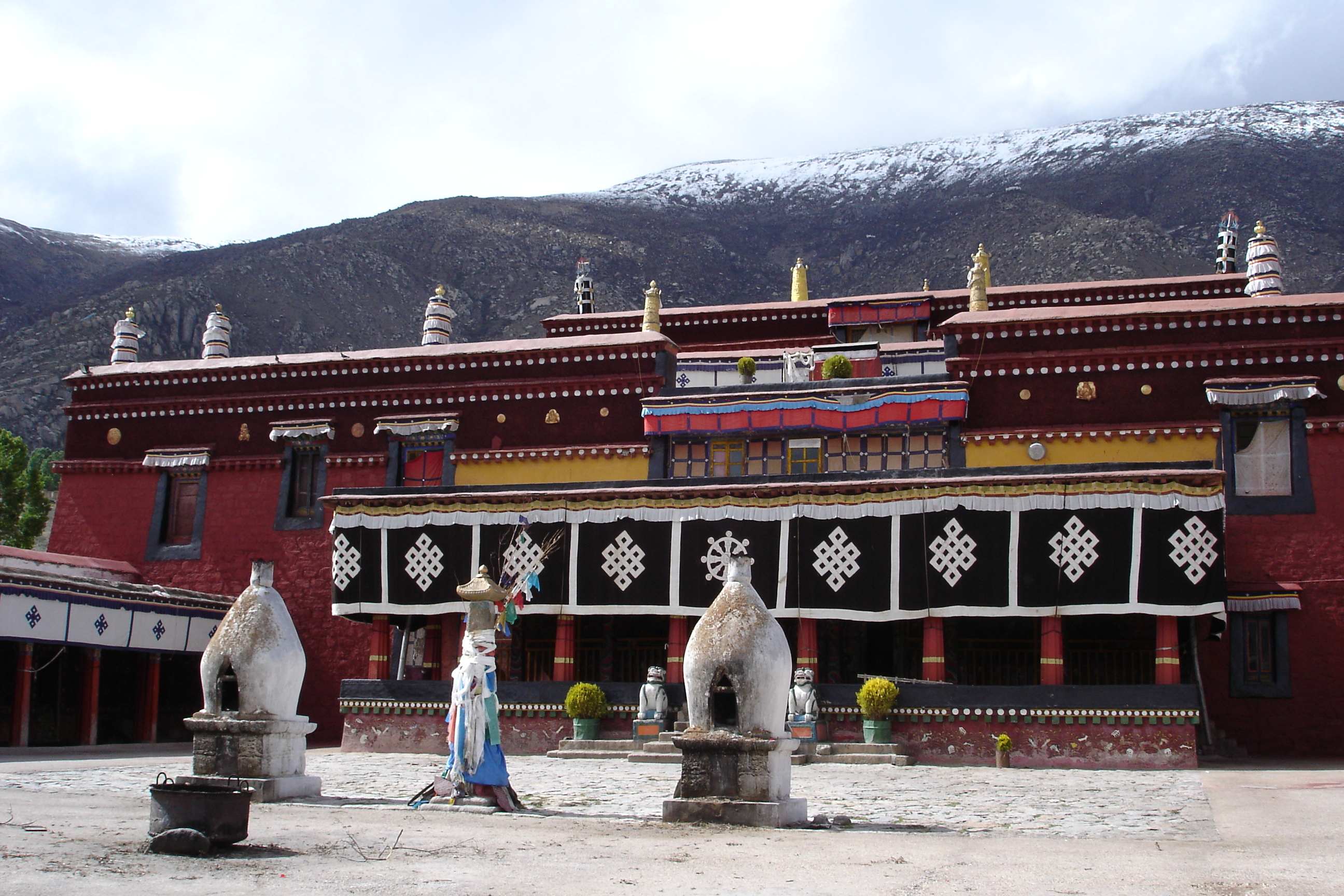
A fő templom 2006-ban
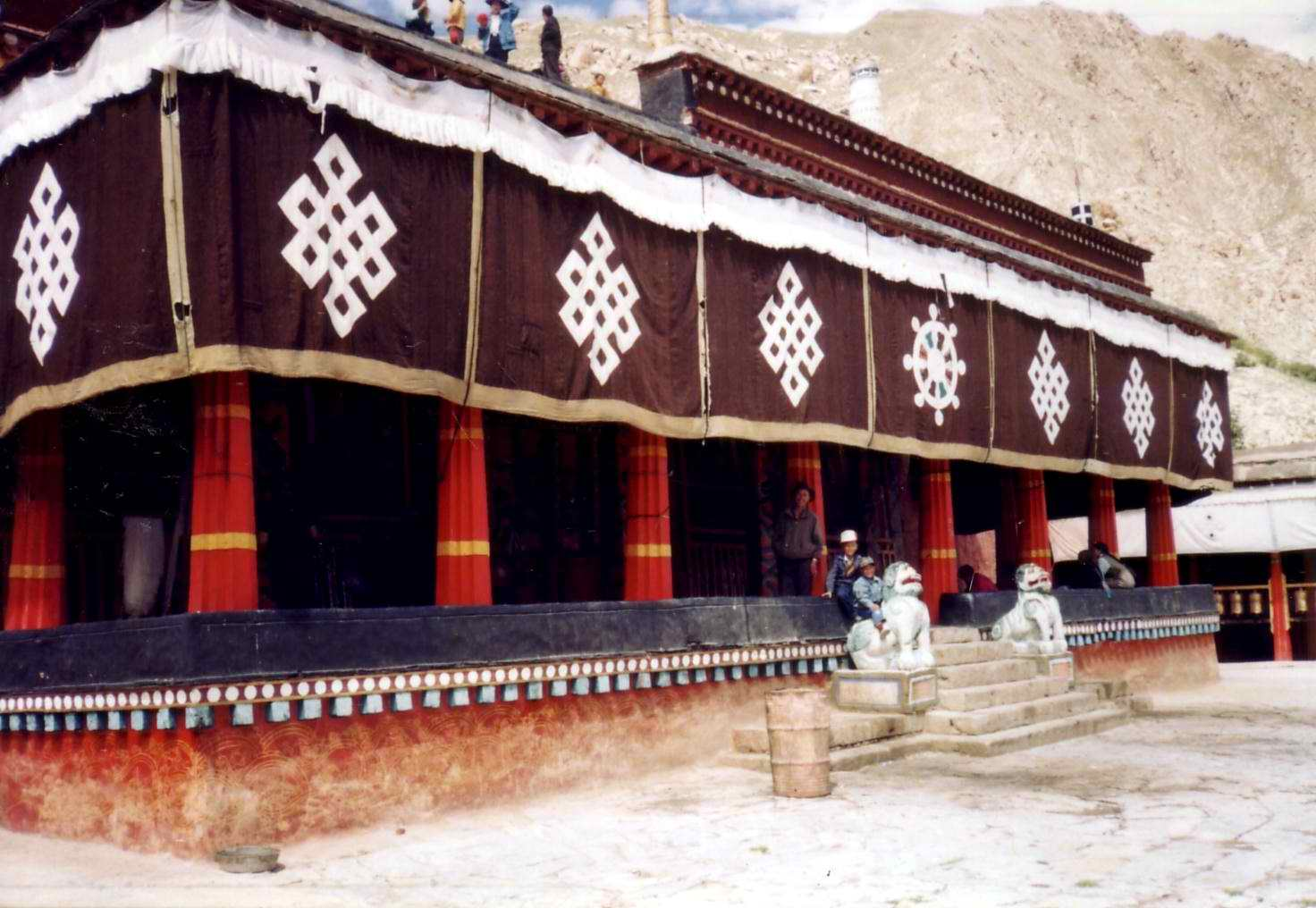
A Necsung 1993-ban
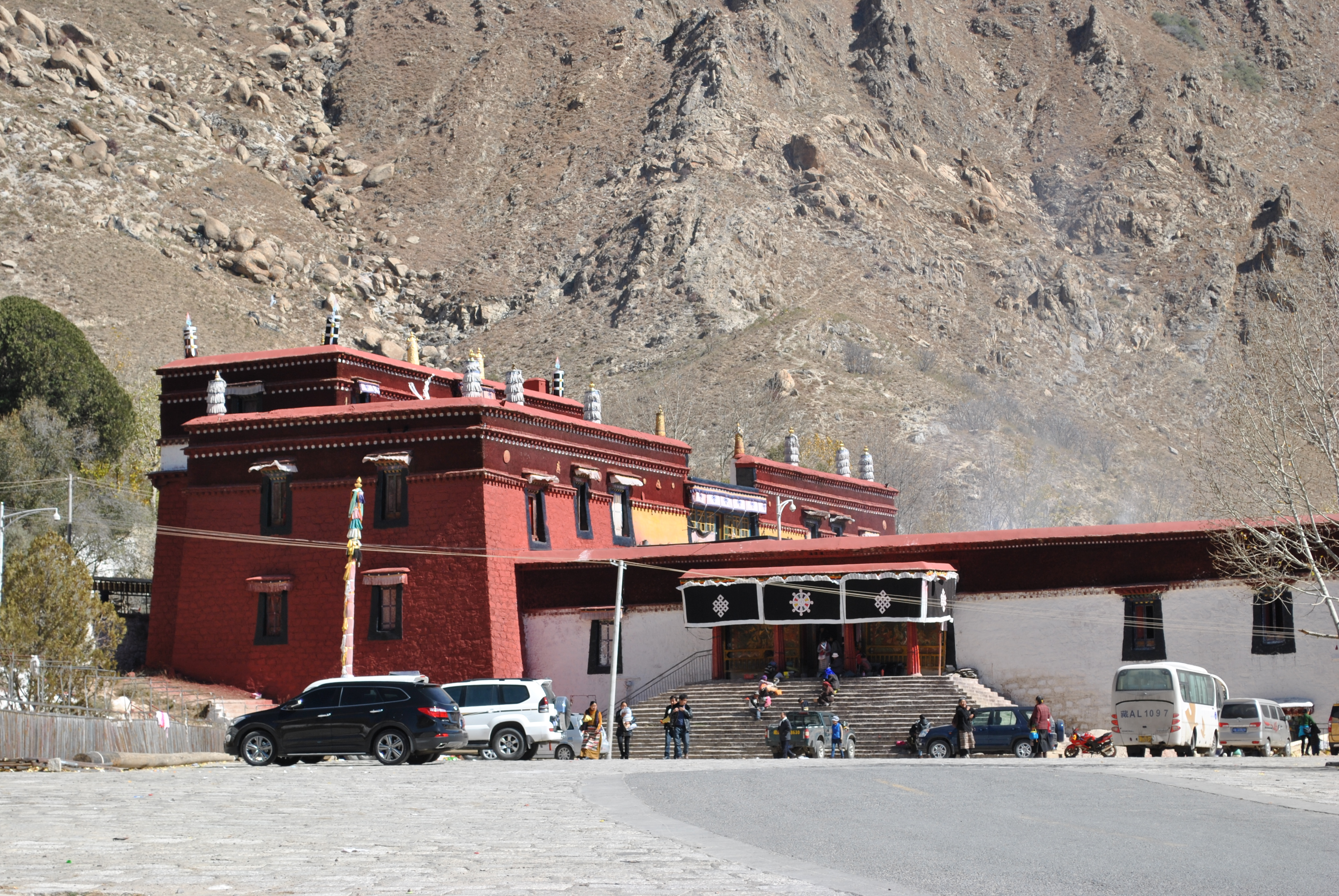
Necsung, 2013
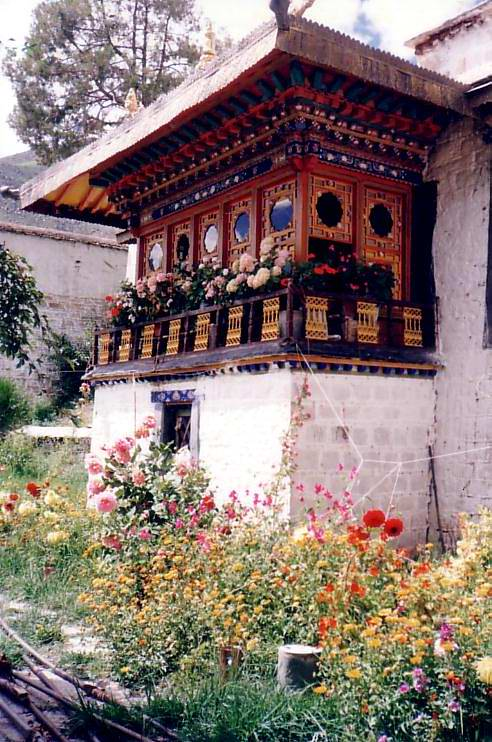
A 13. dalai láma elvonulási helyszíne, Necsung, Tibet
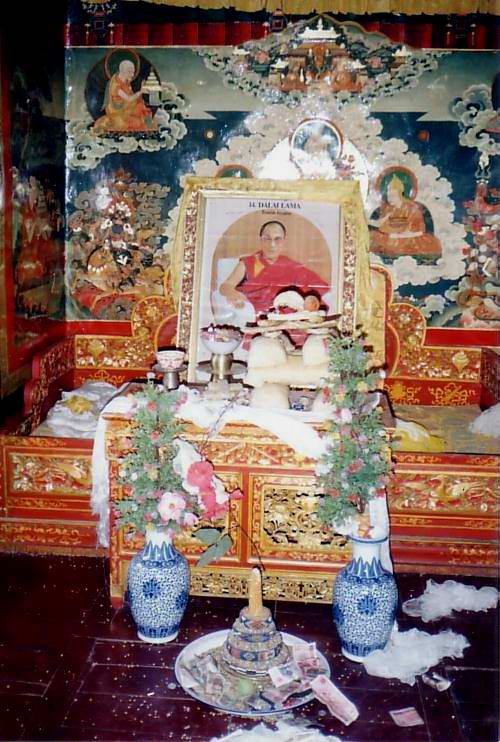
A dalai láma visszatérését váró trón. A 13. dalai láma elvonulási helyszíne, Necsung, Tibet.
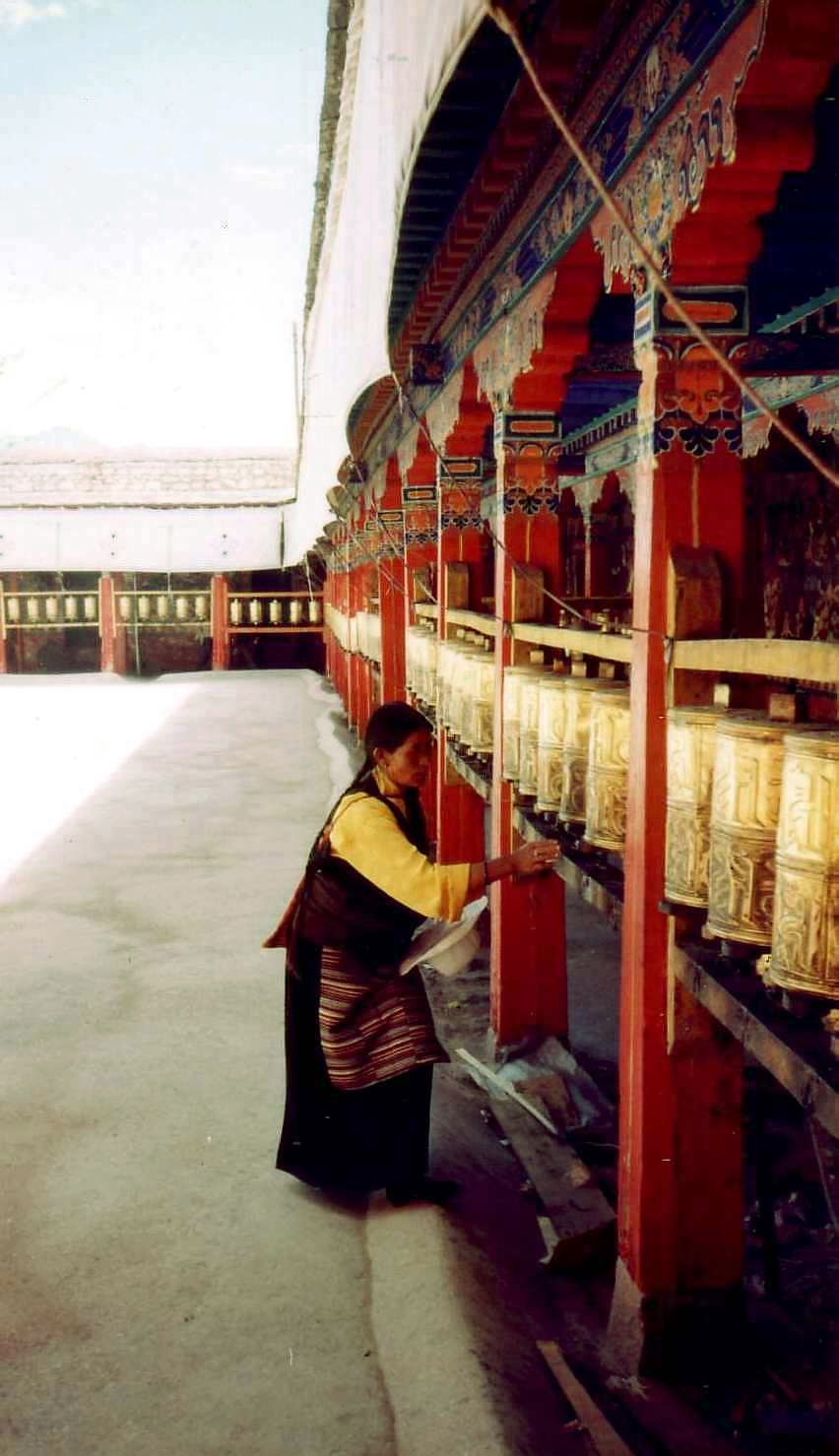
Imakerekek a Necsung kolostorban, Lhásza